# Jean-Marie Straub e Danièle Huillet
Jean-Marie Straub (Metz, 8 de Janeiro de 1933 — Rolle, 20 de Novembro de 2022) e Danièle Huillet (Paris, 1 de Maio de 1936 – Cholet, 9 de Outubro de 2006) foram uma dupla de cineastas franceses responsáveis por cerca de 25 projetos (entre longas, médias e curtas-metragens) filmados entre 1963 e 2006. Seus filmes são conhecidos por sua economia formal e sua forte relação com a literatura e a política. Mesmo sendo franceses, ambos trabalharam durante boa parte da vida na Itália e na Alemanha. São famosos principalmente por Gente da Sicília (1999) e Crônica de Anna Magdalena Bach (1968), além de adaptações de tragédias gregas, como Antígona, e de grandes obras da poesia mundial, como a Divina Comédia, de Dante Alighieri.

## Biografia
Jean-Marie Straub conheceu Danièle Huillet em 1954. Nessa época, Straub participava da comunidade cinéfila parisiense. Ele foi amigo de François Truffaut e chegou a contribuir para a Cahiers du Cinéma, embora Truffaut rejeitasse seus escritos mais inflamados. Ele trabalhou como assistente de Jacques Rivette no filme O Truque do Pastor (1956). Trabalhou também em Paris como assistente de Abel Gance, Jean Renoir, Robert Bresson e Alexandre Astruc. A dupla mais tarde emigrou para a Alemanha para que Straub pudesse evitar o serviço militar na Argélia. Em 1963, eles fizeram Machorka-Muff, um curta de 18 minutos baseado em uma história de Heinrich Böll e sua primeira colaboração. Seu próximo filme, Os Não-Reconciliados, de 55 minutos, também foi uma adaptação de Böll.
Eles não fizeram um longa-metragem até Crônica de Anna Magdalena Bach (1968), após o qual eles começaram a dirigir em um ritmo mais regular, a cada 2 ou 3 anos. Em 1968, eles também fizeram um curta-metragem estrelado por Rainer Werner Fassbinder e sua trupe de teatro chamada O Noivo, a Comediante e o Cafetão (1968). Em meados dos anos 1970, eles começaram a produzir filmes na Itália. Cada vez mais, eles começaram a dividir seu tempo entre a Alemanha e a Itália, além de colaborar frequentemente com produtores franceses e britânicos.
Straub e Huillet viveram juntos a maior parte de suas vidas. Eles não tiveram filhos. Huillet morreu de câncer em Cholet, em 9 de outubro de 2006, aos 70 anos. Straub morreu em 20 de novembro de 2022, aos 89 anos, em Rolle.

## Filmografia
- Machorka-Muff (1963)
- Nicht versöhnt oder Es hilft nur Gewalt wo Gewalt herrscht (1965)
- Chronik der Anna Magdalena Bach (1968)
- Der Bräutigam, die Komödiantin und der Zuhälter (1968)
- Les Yeux ne veulent pas en tout temps se fermer, ou Peut-être qu'un jour Rome se permettra de choisir à son tour (1970)
- Geschichtsunterricht (1972)
- Einleitung zu Arnold Schoenbergs Begleitmusik zu einer Lichtspielscene (1973)
- Moses und Aron (1975)
- Fortini/Cani (1976)
- Toute révolution est un coup de dés (1977)
- Dalla nube alla resistenza (1979)
- En rachâchant (1982)
- Trop tot/trop tard (1982)
- Klassenverhältnisse (also released as Class Relations) (1984)
- Der Tod des Empedokles (1987)
- Schwarze Sünde (1989)
- Paul Cézanne im Gespräch mit Joachim Gasquet (1989)
- Die Antigone des Sophokles nach der Hölderlinschen Übertragung für die Bühne bearbeitet von Brecht 1948 (Suhrkamp Verlag) (1992)
- Lothringen! (1994)
- Von heute auf morgen (1997)
- Sicilia! (1999)
- Operai, contadini (2001)
- Il Ritorno del figlio prodigo - Umiliati (2003)
- Une visite au Louvre (2004)
- Quei loro incontri (2006)
- Europa 2005 - 27 octobre (2006) (TV) (uncredited)
- Dialogue d'ombres (2013)